# Live (film)
Live è un film del 1983 diretto da Bruno Bigoni e Kiko Stella, entrambi al lungometraggio d'esordio. Nel 1983 il film partecipa ai Bergamo Film Meeting, e nel 1985 ai festival di Annecy e Montreal.

## Trama
Il trentenne Luca vive con Lola, la figlia piccola, la cui madre è da poco andata via di casa. Per caso, Luca entra in possesso di una statuetta rarissima, che però Lola distrugge senza volerlo. La statuetta era rubata, e i ladri si mettono alla ricerca di Luca, che deve così darsi alla fuga insieme con la figlia.

## Critica
Le solite inevitabili e necessarie citazioni avvolgono il film, dai classici del genere nero al new wave cinema americano, e una colonna sonora firmata Kinks e Tuxedomoon, che ben si adatta allo scenario metropolitano preso nelle sue angolazioni più inquietanti, tunnel, garage, notte come azione e come paura, e persino lo spettro del grande fratello che fa capolino nelle vesti di un monitor che non perde una mossa del nostro improbabile eroe. (Alba Solaro, l'Unità)